# Fur (album van Jane Wiedlin)
Fur is het tweede soloalbum de Amerikaanse zangeres Jane Wiedlin, bekend geworden als gitariste van de new waveband The Go-Go's. Het werd in april 1988 uitgebracht door EMI en bleef 21 weken in de Billboard 200 met nr.105 als hoogste plaats . De beide singles, Rush Hour en Inside a Dream werden hits in de Billboard Hot 100. 

## Achtergrond
Na het matige succes van de titelloze voorganger en haar acteerdebuut deed Wiedlin er twee jaar om de nummers voor Fur te schrijven en op te nemen. Het album werd geproduceerd door Stephen Hague en kreeg een eigentijdse door synthesizers gedomineerde sound aangevuld met elektrische gitaar en af en toe hoorns en percussie.  
. Hoewel Wiedlin zich in de titeltrack uitspreekt tegen de bonthandel ("I don't wear fur / Won't do it / Fur's for fools") is Fur geen conceptalbum; de meeste nummers gaan over trouw zijn (Homeboy), bloeiende liefde (One Heart One Way, Lover's Night) en het verwezenlijken van ambities (Inside a Dream).
Song of the Factory, Wiedlins favoriete nummer op dit album, wijkt muzikaal en tekstueel van deze thema's af ("It is cold / But it is warm / It is one / But not alone"). Zo wordt er in morsecode uitgehaald naar producer Shep Pettibone vanwege diens ruzie met Hague.
Beide kanten van de oorspronkelijke vinyluitgave worden afgesloten met ballads: The End of Love (tevens de B-kant van Rush Hour) en Whatever It Takes. Rush Hour was de eerste single van het album; het behaalde de negende plaats in de Billboard Hot 100 en de twaalfde in de Britse top 40. De tweede single, Inside a Dream, deed het bescheidener met nr. 57 in Amerika en nr. 64 in het Verenigd Koninkrijk.

## Ontvangst
Fur ontving ten tijde van de release gemengde reacties. Steve Hochman schreef in de Los Angeles Times "Fur is de perfecte titel voor (Wiedlins) tweede soloalbum: zo warm en knuffelig als een teddybeer, maar zonder tanden of klauwen. Dat komt deels door producer Stephen Hague en diens pluizige karakterloze synthpop". De Daily News of Los Angeles omschreef het album als "glinsterende mainstreampop (...) die bij vlagen aan Madonna doet denken".
Volgens de retrorecensie op AllMusic zijn "Rush Hour en de aangrijpende ballad The End of Love de beste van het hele stel, gevolgd door Song of the Factory. Maar de meeste andere nummers zijn opvulsels en sommige slaan de plank volledig mis". De conclusie is dat "Fur vooral klinkt alsof Wiedlin deed wat het a&r-team van EMI haar opdroeg in plaats van voor zichzelf te denken".

## Tracklijst
| Nr. | Titel             | Duur |
| --- | ----------------- | ---- |
| 1.  | Inside a Dream    | 3:36 |
| 2.  | Rush Hour         | 4:03 |
| 3.  | One Heart One Way | 3:49 |
| 4.  | Homeboy           | 3:58 |
| 5.  | The End of Love   | 3:17 |

| Nr. | Titel               | Duur |
| --- | ------------------- | ---- |
| 6.  | Lover's Night       | 3:26 |
| 7.  | Fur                 | 3:12 |
| 8.  | Give!               | 3:13 |
| 9.  | Song of the Factory | 4:54 |
| 10. | Whatever It Takes   | 3:55 |

## Personeel
- Stephen Hague – producer
- David Jacob – co-producer
- Simon Climie, Tessa Niles – achtergrondzang
- Neil Taylor – gitaar
- The Kick Horns – hoorns
- Rob Fisher – keyboards
- Bruce Smith – percussie

## Noteringen
| Chart (1988)          | Hoogste plaats |
| --------------------- | -------------- |
| Canadian Albums Chart | 88             |
| UK Albums Chart       | 48             |
| US Billboard 200      | 105            |